# Liste grönländischer Fjorde
Dies ist eine Liste grönländischer Fjorde. Sie umfasst alle Fjorde, die mindestens 25 km lang sind. Die Fjorde sind gegen den Uhrzeigersinn geordnet im Norden begonnen. Die Längenangaben sind anhand der GIS-Daten auf Basis der offiziellen dänisch-grönländischen Karte (vgl. Weblinks) vermessen. Aufgrund der schwierigen Definition von Anfang und Ende eines Fjords sind die Angaben mit Vorsicht zu genießen.
| Name                                                          | Distrikt                      | Kommune                       | Anmerkung | Länge  | Koordinaten          |
| ------------------------------------------------------------- | ----------------------------- | ----------------------------- | --- | ------ | -------------------- |
| Bessels Fjord                                                 | Qaanaaq                       | Avannaata Kommunia            | | 45 km  | 80,938° N, 63,594° W |
| Kangerluarsuk Cass Fjord                                      | Qaanaaq                       | Avannaata Kommunia            | | 34 km  | 80,093° N, 64,375° W |
| Siorapaluup Kangerlua Robertson Fjord                         | Qaanaaq                       | Avannaata Kommunia            | | 27 km  | 77,795° N, 70,402° W |
| Iterlassuaq Mac Cormick Fjord                                 | Qaanaaq                       | Avannaata Kommunia            | | 29 km  | 77,66° N, 69,886° W  |
| Kangerlussuaq Inglefield Bredning                             | Qaanaaq                       | Avannaata Kommunia            | | 148 km | 77,441° N, 67,751° W |
| Kangerluarsorujuk Olrik Fjord                                 | Qaanaaq                       | Avannaata Kommunia            | mündet in den Kangerlussuaq | 87 km  | 77,19° N, 68,437° W  |
| Iterlassuaq Granville Fjord                                   | Qaanaaq                       | Avannaata Kommunia            | | 31 km  | 76,897° N, 69,907° W |
| Uummannap Kangerlua Wolstenholme Fjord                        | Qaanaaq                       | Avannaata Kommunia            | einseitig offen | 56 km  | 76,622° N, 68,563° W |
| Puisillip Kangerlua De Dødes Fjord                            | Qaanaaq                       | Avannaata Kommunia            | ähnelt einer Bucht | 31 km  | 76,157° N, 66,869° W |
| Illaarsussuaq Sidebriksfjord                                  | Qaanaaq                       | Avannaata Kommunia            | ähnelt einer Bucht | 27 km  | 76,191° N, 65,976° W |
| Eqalullip Kangerlua                                           | Qaanaaq                       | Avannaata Kommunia            | | 25 km  | 76,232° N, 64,276° W |
| Nasaasap Saqqaa Ussing Isfjord                                | Upernavik                     | Avannaata Kommunia            | | 31 km  | 73,893° N, 55,885° W |
| Ikeq Upernavik Isfjord                                        | Upernavik                     | Avannaata Kommunia            | beidseitig offen | 63 km  | 72,892° N, 55,221° W |
| Eqalugaarsuit Sulluat Laksefjorden                            | Upernavik                     | Avannaata Kommunia            | einseitig offen | 42 km  | 72,495° N, 54,934° W |
| Sullua/Umiiarfik                                              | Upernavik                     | Avannaata Kommunia            | | 55 km  | 71,978° N, 54,742° W |
| Ukkusissat Sulluat Ukkusissat Fjord                           | Uummannaq                     | Avannaata Kommunia            | Teil des Karrat Fjords | 64 km  | 72,015° N, 53,448° W |
| Salliarutsip Sullua Inngia Fjord                              | Uummannaq                     | Avannaata Kommunia            | Teil des Karrat Fjords | 39 km  | 71,86° N, 52,945° W  |
| Kangilleq                                                     | Uummannaq                     | Avannaata Kommunia            | Teil des Karrat Fjords | 64 km  | 71,599° N, 52,126° W |
| Kangerlussuaq                                                 | Uummannaq                     | Avannaata Kommunia            | einseitig offen; Teil des Karrat Fjords | 61 km  | 71,409° N, 52,115° W |
| Kangerluarsuk                                                 | Uummannaq                     | Avannaata Kommunia            | Teil des Uummannap Kangerlua | 35 km  | 71,265° N, 51,904° W |
| Perlerfiup Kangerlua                                          | Uummannaq                     | Avannaata Kommunia            | Teil des Uummannap Kangerlua | 43 km  | 71,025° N, 51,448° W |
| Itilliarsuup Kangerlua                                        | Uummannaq                     | Avannaata Kommunia            | Teil des Uummannap Kangerlua | 26 km  | 70,803° N, 50,985° W |
| Ikerasaap Sullua Qarajaq Isfjord                              | Uummannaq                     | Avannaata Kommunia            | einseitig offen; Teil des Uummannap Kangerlua | 86 km  | 70,423° N, 51,173° W |
| Torsukattak                                                   | Ilulissat                     | Avannaata Kommunia            | einseitig offen | 50 km  | 69,972° N, 50,755° W |
| Paakitsup Ilorlia                                             | Ilulissat                     | Avannaata Kommunia            | mündet in den Paakitsoq | 26 km  | 69,495° N, 50,546° W |
| Kangiata Sullua Jakobshavn Isfjord                            | Ilulissat                     | Avannaata Kommunia            | | 46 km  | 69,161° N, 50,396° W |
| Tasiusaq-Fjordkomplex (Arm Saqqarleq)                         | Qasigiannguit                 | Kommune Qeqertalik            | mündet in den Kangiata Sullua | 35 km  | 69,033° N, 50,501° W |
| Kangerluk-Fjordkomplex Disko Fjord (Arm Kuannersuit Sulluat)  | Qeqertarsuaq                  | Kommune Qeqertalik            | | 50 km  | 69,478° N, 54,19° W  |
| Tunorsuaq                                                     | Kangaatsiaq                   | Kommune Qeqertalik            | einseitig offen | 29 km  | 68,322° N, 52,777° W |
| Arfersiorfik-Fjordkomplex                                     | Kangaatsiaq                   | Kommune Qeqertalik            | kein eindeutiger Anfang und kein eindeutiges Ende, äußerst verzweigt; Längenangabe bezieht sich auf die Strecke über den Saqqarleq bis zum Zusammenfluss mit dem Aalatsiviup Saqqaa | 123 km | 68,226° N, 53,222° W |
| Aalatsiviup Saqqaa                                            | Kangaatsiaq                   | Kommune Qeqertalik            | | 30 km  | 68,13° N, 52,746° W  |
| Ataneq                                                        | Kangaatsiaq                   | Kommune Qeqertalik            | | 66 km  | 68,028° N, 52,946° W |
| Amitsuarsuk                                                   | Kangaatsiaq                   | Kommune Qeqertalik            | mündet in den Nassuttooq | 44 km  | 68,219° N, 51,982° W |
| Nuersorfik/Sarfalik                                           | Kangaatsiaq                   | Kommune Qeqertalik            | mündet in den Nassuttooq | 38 km  | 67,907° N, 51,233° W |
| Ussuit                                                        | Kangaatsiaq                   | Kommune Qeqertalik            | mündet in den Nassuttooq | 47 km  | 67,841° N, 50,536° W |
| Nassuttooq Nordre Strømfjord                                  | Sisimiut                      | Qeqqata Kommunia              | ab Zusammenfluss von Sarfalik, Ussuit und Kuup Akua | 122 km | 67,759° N, 52,718° W |
| Sisimiut Isortuat Nordre Isortoq                              | Sisimiut                      | Qeqqata Kommunia              | | 65 km  | 67,262° N, 53,253° W |
| Kangerluarsuk Ungalleq Nordre Kangerluarsuk                   | Sisimiut                      | Qeqqata Kommunia              | | 25 km  | 67,077° N, 53,664° W |
| Kangerluarsuk Tulleq Søndre Kangerluarsuk                     | Sisimiut                      | Qeqqata Kommunia              | | 27 km  | 67,004° N, 53,483° W |
| Amerloq                                                       | Sisimiut                      | Qeqqata Kommunia              | am Anfang offen | 36 km  | 66,906° N, 53,235° W |
| Ikertooq                                                      | Sisimiut                      | Qeqqata Kommunia              | ab Zusammenfluss von Maligiaq, Akulleq und Avalleq | 46 km  | 66,868° N, 52,997° W |
| Qeqertalik                                                    | Sisimiut                      | Qeqqata Kommunia              | mündet in den Ikerasaarsuup Amerlua | 27 km  | 66,767° N, 52,975° W |
| Saqqap Kangerluarsua                                          | Sisimiut                      | Qeqqata Kommunia              | mündet in den Ikerasaarsuup Amerlua | 31 km  | 66,699° N, 52,911° W |
| Itillip Ilua                                                  | Sisimiut                      | Qeqqata Kommunia              | | 53 km  | 66,538° N, 53,01° W  |
| Kangerlussuaq                                                 | Maniitsoq                     | Qeqqata Kommunia              | | 160 km | 66,497° N, 52,109° W |
| Kangerlussuatsiaq Evighedsfjord (Arm Qinngua Avannarleq)      | Maniitsoq                     | Qeqqata Kommunia              | | 87 km  | 65,934° N, 52,604° W |
| Isortoq Søndre Isortoq                                        | Maniitsoq                     | Qeqqata Kommunia              | | 44 km  | 65,412° N, 52,248° W |
| Niaqunngunaq Fiskefjord                                       | Maniitsoq                     | Qeqqata Kommunia              | | 55 km  | 64,804° N, 51,913° W |
| Nuup Kangerlua Godthåbsfjord (Arm Kangersuneq)                | Nuuk                          | Kommuneqarfik Sermersooq      | | 168 km | 64,418° N, 51,499° W |
| Kapisillit Kangerluat                                         | Nuuk                          | Kommuneqarfik Sermersooq      | Teil des Nuup Kangerlua | 29 km  | 64,405° N, 50,445° W |
| Ameralik                                                      | Nuuk                          | Kommuneqarfik Sermersooq      | ab Zusammenfluss von Itilleq und Ameralla | 59 km  | 64,106° N, 51,12° W  |
| Utoqqarmiut Kangerluarsunnguat Buksefjorden                   | Nuuk                          | Kommuneqarfik Sermersooq      | | 32 km  | 63,863° N, 51,175° W |
| Alanngorlia/Amitsuarsussuaq                                   | Nuuk                          | Kommuneqarfik Sermersooq      | mündet in den Sermilik | 54 km  | 63,608° N, 50,916° W |
| Sermilik                                                      | Nuuk                          | Kommuneqarfik Sermersooq      | | 28 km  | 63,5° N, 51,045° W   |
| Kangerluarsussuaq Grædefjorden                                | Nuuk                          | Kommuneqarfik Sermersooq      | | 56 km  | 63,353° N, 50,91° W  |
| Qeqertarsuatsiaat Kangerluat                                  | Nuuk                          | Kommuneqarfik Sermersooq      | beidseitig offen | 46 km  | 63,079° N, 50,721° W |
| Allumersat Bjørnesund                                         | Nuuk                          | Kommuneqarfik Sermersooq      | | 50 km  | 62,939° N, 50,151° W |
| Qunnilik                                                      | Nuuk                          | Kommuneqarfik Sermersooq      | einseitig offen | 28 km  | 62,769° N, 50,08° W  |
| Tininnertooq (Südarm)                                         | Paamiut                       | Kommuneqarfik Sermersooq      | | 29 km  | 62,398° N, 49,801° W |
| Qassit                                                        | Paamiut                       | Kommuneqarfik Sermersooq      | | 31 km  | 62,229° N, 49,579° W |
| Nerutusoq                                                     | Paamiut                       | Kommuneqarfik Sermersooq      | | 26 km  | 62,118° N, 49,479° W |
| Kangilernup Sermilikasia/Kuannersooq Kvanefjord               | Paamiut                       | Kommuneqarfik Sermersooq      | ab Zusammenfluss von Sermilik Avannarleq, Akulleq und Nigerlikasik | 35 km  | 61,982° N, 49,223° W |
| Sermilik                                                      | Paamiut                       | Kommuneqarfik Sermersooq      | | 41 km  | 61,853° N, 49,078° W |
| Neria                                                         | Paamiut                       | Kommuneqarfik Sermersooq      | | 30 km  | 61,591° N, 48,896° W |
| Sermiligaarsuk                                                | Paamiut                       | Kommuneqarfik Sermersooq      | | 41 km  | 61,478° N, 48,699° W |
| Tissaluup Ilua                                                | Paamiut                       | Kommuneqarfik Sermersooq      | einseitig offen | 32 km  | 61,371° N, 48,648° W |
| Ilorput Arsuk Fjord                                           | Paamiut                       | Kommuneqarfik Sermersooq      | | 34 km  | 61,247° N, 48,146° W |
| Qoornoq                                                       | Paamiut                       | Kommuneqarfik Sermersooq      | beidseitig offen | 30 km  | 61,038° N, 48,041° W |
| Sannerutip Imaa Indhav                                        | Paamiut                       | Kommuneqarfik Sermersooq      | beidseitig offen | 26 km  | 60,965° N, 47,965° W |
| Sermilik                                                      | Qaqortoq                      | Kommune Kujalleq              | einseitig offen | 30 km  | 60,865° N, 47,28° W  |
| Sermilik Nordre Sermilik (Nordarm)                            | Narsaq                        | Kommune Kujalleq              | mündet in den Ikersuaq | 28 km  | 61,156° N, 45,811° W |
| Ikersuaq Bredefjord                                           | Narsaq                        | Kommune Kujalleq              | beidseitig offen | 79 km  | 60,929° N, 46,32° W  |
| Tunulliarfik                                                  | Narsaq                        | Kommune Kujalleq              | | 59 km  | 60,957° N, 45,657° W |
| Igalikup Kangerlua Aniaaq Igaliku Fjord                       | Qaqortoq                      | Kommune Kujalleq              | | 47 km  | 60,798° N, 45,604° W |
| Alluitsup Kangerlua Lichtenau Fjord (Arm Amitsuarsuk)         | Nanortalik                    | Kommune Kujalleq              | | 41 km  | 60,596° N, 45,425° W |
| Uunartup Kangerlua Uunartoq Fjord                             | Nanortalik                    | Kommune Kujalleq              | | 28 km  | 60,55° N, 45,247° W  |
| Sermilik Søndre Sermilik                                      | Nanortalik                    | Kommune Kujalleq              | | 47 km  | 60,561° N, 44,837° W |
| Tasermiut Kangerluat Ketilsfjord                              | Nanortalik                    | Kommune Kujalleq              | | 72 km  | 60,285° N, 44,763° W |
| Kangerlussuatsiaq Lindenow Fjord                              | Ammassalik                    | Kommuneqarfik Sermersooq      | | 55 km  | 60,517° N, 43,604° W |
| Kuutsit Kangerluat Kuutseq Fjord                              | Ammassalik                    | Kommuneqarfik Sermersooq      | | 32 km  | 60,637° N, 43,015° W |
| Paatusoq                                                      | Ammassalik                    | Kommuneqarfik Sermersooq      | | 42 km  | 60,797° N, 43,128° W |
| Iluileq Danell Fjord                                          | Ammassalik                    | Kommuneqarfik Sermersooq      | | 38 km  | 60,865° N, 43,044° W |
| Kangerluluk                                                   | Ammassalik                    | Kommuneqarfik Sermersooq      | | 54 km  | 61,112° N, 43,146° W |
| Igutsaat Fjord                                                | Ammassalik                    | Kommuneqarfik Sermersooq      | | 31 km  | 61,18° N, 42,877° W  |
| Avaqqat Kangerluat                                            | Ammassalik                    | Kommuneqarfik Sermersooq      | | 32 km  | 61,315° N, 42,892° W |
| Kangikitsua                                                   | Ammassalik                    | Kommuneqarfik Sermersooq      | | 32 km  | 61,537° N, 42,739° W |
| Napasorsuup Kangerlua Napasorsuaq Fjord                       | Ammassalik                    | Kommuneqarfik Sermersooq      | | 38 km  | 61,711° N, 42,598° W |
| Sikuiuitteq Mogens Heinesen Fjord                             | Ammassalik                    | Kommuneqarfik Sermersooq      | | 44 km  | 62,432° N, 42,724° W |
| Timmiarmiit Kangertivat Timmiarmiut Fjord (Arm Ernineq Fjord) | Ammassalik                    | Kommuneqarfik Sermersooq      | | 44 km  | 62,672° N, 42,54° W  |
| Uummannaata Kangertiva Sehested Fjord                         | Ammassalik                    | Kommuneqarfik Sermersooq      | | 46 km  | 63,039° N, 41,945° W |
| Kattertooq/Kangertigajik                                      | Ammassalik                    | Kommuneqarfik Sermersooq      | | 40 km  | 63,141° N, 41,698° W |
| Akerninnaap Oqqummut Kangertiva Lommen                        | Ammassalik                    | Kommuneqarfik Sermersooq      | | 35 km  | 63,439° N, 41,394° W |
| Ittilivartiip Kangertertuaa                                   | Ammassalik                    | Kommuneqarfik Sermersooq      | | 59 km  | 63,701° N, 41,131° W |
| Qeertartivattaap Kangertiva Johan Petersen Fjord              | Ammassalik                    | Kommuneqarfik Sermersooq      | mündet in den Sermilik | 29 km  | 65,882° N, 38,286° W |
| Sermilik Egede og Rothe Fjord (Arm Nigerteq)                  | Ammassalik                    | Kommuneqarfik Sermersooq      | | 108 km | 66,082° N, 37,805° W |
| Ikaasaalaq                                                    | Ammassalik                    | Kommuneqarfik Sermersooq      | mündet in den Ammassaliip Kangertiva | 26 km  | 65,884° N, 37,209° W |
| Ammassaliip Kangertiva Ammassalik Fjord (Arm Qinngertivaq)    | Ammassalik                    | Kommuneqarfik Sermersooq      | beidseitig offen | 62 km  | 65,758° N, 37,107° W |
| Qinngertivaq Sermiligaaq                                      | Ammassalik                    | Kommuneqarfik Sermersooq      | beidseitig offen | 36 km  | 66,035° N, 37,169° W |
| Kangersertivattiaq                                            | Ammassalik                    | Kommuneqarfik Sermersooq      | | 34 km  | 66,36° N, 35,736° W  |
| Kangersertuaq                                                 | Ammassalik                    | Kommuneqarfik Sermersooq      | | 59 km  | 68,36° N, 32,188° W  |
| 3-miippugut Ryberg Fjord                                      | Ittoqqortoormiit              | Kommuneqarfik Sermersooq      | | 29 km  | 68,216° N, 30,47° W  |
| Kangertittivaq Scoresby Sund (Arm Kangersik Kiatteq)          | Ittoqqortoormiit              | Kommuneqarfik Sermersooq      | | 368 km | 70,445° N, 24,233° W |
| Flyverfjorden                                                 | Ittoqqortoormiit              | Kommuneqarfik Sermersooq      | mündet in den Kangersik Kiatteq | 44 km  | 71,573° N, 27,796° W |
| Aqissip Kangersiva Rypefjord                                  | Ittoqqortoormiit              | Kommuneqarfik Sermersooq      | Teil des Kangertittivaq-Fjordkomplex | 25 km  | 71,036° N, 27,755° W |
| Vestfjord                                                     | Ittoqqortoormiit              | Kommuneqarfik Sermersooq      | Teil des Kangertittivaq-Fjordkomplex | 34 km  | 70,469° N, 28,66° W  |
| Nertiit Kangersivat Gåsefjord                                 | Ittoqqortoormiit              | Kommuneqarfik Sermersooq      | Teil des Kangertittivaq-Fjordkomplex | 106 km | 70,191° N, 27,21° W  |
| Kangersaajiva Hurry Inlet                                     | Ittoqqortoormiit              | Kommuneqarfik Sermersooq      | mündet in den Kangertittivaq | 46 km  | 70,637° N, 22,532° W |
| Kangerterajitta Itterterilaa Carlsbergfjord                   | Ittoqqortoormiit              | Kommuneqarfik Sermersooq      | | 41 km  | 71,45° N, 22,414° W  |
| Fleming Fjord                                                 | Ittoqqortoormiit              | Kommuneqarfik Sermersooq      | | 35 km  | 71,745° N, 22,802° W |
| Alpefjord                                                     | Nordost-Grönland-Nationalpark | Nordost-Grönland-Nationalpark | mündet in den Sekelsällskabet Fjord | 48 km  | 72,25° N, 25,423° W  |
| Forsblad Fjord                                                | Nordost-Grönland-Nationalpark | Nordost-Grönland-Nationalpark | mündet in den Sekelsällskabet Fjord | 40 km  | 72,411° N, 25,648° W |
| Røhss Fjord                                                   | Nordost-Grönland-Nationalpark | Nordost-Grönland-Nationalpark | mündet in den Kempe Fjord | 30 km  | 72,735° N, 26,581° W |
| Dickson Fjord                                                 | Nordost-Grönland-Nationalpark | Nordost-Grönland-Nationalpark | mündet in den Kempe Fjord | 40 km  | 72,847° N, 26,8° W   |
| Kempe Fjord                                                   | Nordost-Grönland-Nationalpark | Nordost-Grönland-Nationalpark | ab Zusammenfluss von Rhedin Fjord, Røhss Fjord und Dickson Fjord | 55 km  | 72,819° N, 25,758° W |
| Dusén Fjord                                                   | Nordost-Grönland-Nationalpark | Nordost-Grönland-Nationalpark | | 62 km  | 73,223° N, 23,921° W |
| Kejser Franz Joseph Fjord (Arm Nordfjord)                     | Nordost-Grönland-Nationalpark | Nordost-Grönland-Nationalpark | | 92 km  | 73,451° N, 23,979° W |
| Geologfjord                                                   | Nordost-Grönland-Nationalpark | Nordost-Grönland-Nationalpark | mündet in den Kejser Franz Joseph Fjord | 64 km  | 73,725° N, 25,133° W |
| Moskusoksefjord                                               | Nordost-Grönland-Nationalpark | Nordost-Grönland-Nationalpark | mündet in den Nordfjord | 65 km  | 73,691° N, 23,448° W |
| Loch Fyne                                                     | Nordost-Grönland-Nationalpark | Nordost-Grönland-Nationalpark | | 44 km  | 73,85° N, 21,804° W  |
| Tyrolerfjord                                                  | Nordost-Grönland-Nationalpark | Nordost-Grönland-Nationalpark | | 86 km  | 74,434° N, 20,642° W |
| Grandjean Fjord                                               | Nordost-Grönland-Nationalpark | Nordost-Grönland-Nationalpark | | 73 km  | 75,049° N, 21,321° W |
| Smallefjord                                                   | Nordost-Grönland-Nationalpark | Nordost-Grönland-Nationalpark | mündet in den Bredefjord | 35 km  | 75,466° N, 21,9° W   |
| Bredefjord                                                    | Nordost-Grönland-Nationalpark | Nordost-Grönland-Nationalpark | | 66 km  | 75,56° N, 21,646° W  |
| Bessel Fjord                                                  | Nordost-Grönland-Nationalpark | Nordost-Grönland-Nationalpark | | 65 km  | 75,982° N, 20,862° W |
| Hellefjord                                                    | Nordost-Grönland-Nationalpark | Nordost-Grönland-Nationalpark | | 25 km  | 76,854° N, 21,263° W |
| Ingolf Fjord                                                  | Nordost-Grönland-Nationalpark | Nordost-Grönland-Nationalpark | | 106 km | 80,535° N, 17,816° W |
| Danmark Fjord                                                 | Nordost-Grönland-Nationalpark | Nordost-Grönland-Nationalpark | | 154 km | 81,288° N, 21,31° W  |
| Hagen Fjord                                                   | Nordost-Grönland-Nationalpark | Nordost-Grönland-Nationalpark | mündet in den Independence Fjord | 68 km  | 81,677° N, 24,745° W |
| Independence Fjord                                            | Nordost-Grönland-Nationalpark | Nordost-Grönland-Nationalpark | | 194 km | 82,07° N, 28,525° W  |
| G. B. Schley Fjord                                            | Nordost-Grönland-Nationalpark | Nordost-Grönland-Nationalpark | | 36 km  | 82,948° N, 24,198° W |
| Frederick E. Hyde Fjord (Arm Odin Fjord)                      | Nordost-Grönland-Nationalpark | Nordost-Grönland-Nationalpark | | 178 km | 83,186° N, 30,325° W |
| O. B. Bøggild Fjord                                           | Nordost-Grönland-Nationalpark | Nordost-Grönland-Nationalpark | | 26 km  | 83,004° N, 39,118° W |
| Adolf Jensen Fjord                                            | Nordost-Grönland-Nationalpark | Nordost-Grönland-Nationalpark | | 29 km  | 82,871° N, 39,558° W |
| Mascart Inlet                                                 | Nordost-Grönland-Nationalpark | Nordost-Grönland-Nationalpark | einseitig offen | 34 km  | 82,942° N, 45,839° W |
| J. P. Koch Fjord                                              | Nordost-Grönland-Nationalpark | Nordost-Grönland-Nationalpark | | 125 km | 82,749° N, 43,195° W |
| Navarana Fjord                                                | Nordost-Grönland-Nationalpark | Nordost-Grönland-Nationalpark | mündet in den J. P. Koch Fjord | 35 km  | 82,545° N, 42,348° W |
| Nordenskiöld Fjord                                            | Nordost-Grönland-Nationalpark | Nordost-Grönland-Nationalpark | einseitig offen | 89 km  | 82,45° N, 45,502° W  |
| Victoria Fjord                                                | Nordost-Grönland-Nationalpark | Nordost-Grönland-Nationalpark | einseitig offen | 110 km | 82,114° N, 47,686° W |
| Sherard Osborn Fjord                                          | Nordost-Grönland-Nationalpark | Nordost-Grönland-Nationalpark | einseitig offen | 63 km  | 82,103° N, 52,135° W |
| unbenannter Fjord                                             | Nordost-Grönland-Nationalpark | Nordost-Grönland-Nationalpark | | 48 km  | 81,729° N, 51,695° W |
| Sankt George Fjord                                            | Nordost-Grönland-Nationalpark | Nordost-Grönland-Nationalpark | | 53 km  | 81,964° N, 54,204° W |
| Newman Bugt                                                   | Nordost-Grönland-Nationalpark | Nordost-Grönland-Nationalpark | | 93 km  | 81,762° N, 59,269° W |